# Âne de Pantelleria
L’âne de Pantelleria (asino di Pantelleria ou asino pantesco en italien) est une race d’âne italienne originaire de l'île Pantelleria. 

## Origines
Ses origines sont anciennes, sa présence étant constatée dès le Ier siècle. Pendant de nombreux siècles[Combien ?], il a partagé le quotidien des habitants de l'île. Très rustique, capable de supporter des conditions de vie très difficiles, y compris le manque d'eau potable, il possède la capacité de marcher naturellement à l'amble. Utilisé pour le transport sur les petits sentiers escarpés de l'île, il est également recherché pour sa production mulassière. C'est aujourd'hui un âne en voie d'extinction. Un projet de sauvegarde a été entrepris par le syndicat forestier et domanial de la région de Sicile et l'Inspection départementale de la forêt de Trapani.

## Caractéristiques
Plus grand que l'âne gris de Sicile, sa taille se situe entre 1,25 m et 1,40 m au garrot. Sa robe est fougère ou bai foncé avec un poil court, lisse et luisant. Sa tête est petite, sèche avec de grandes orbites. Son front est large et ses oreilles sont mobiles et portées haut. Le bout du nez est presque blanc. L'encolure est longue et musculeuse; l'épaule est fortement oblique. Son ventre est blanc tout comme la face interne de ses cuisses. La croupe est plutôt large. Ses membres, très robustes et musclés, présentent des articulations sèches et larges.